# Maxwellove relacije
Maxwellove relacije čine sustav jednadžbi koji se koristi u termodinamici. Dobivaju se pomoću Schwarzovog teorema o simetriji drugih derivacija termodinamičkih potencijala. Koriste se u termodinamici radi lakšeg izvođenja nekih rezultata ili lakšeg opisivanja termodinamičkih procesa.
Nazvane su po fizičaru iz devetnaestog stoljeća Jamesu Clerku Maxwellu.

## Izvod relacija
Odaberemo li temeljnu termodinamičku relaciju
{\displaystyle \mathrm {d} U=T\,\mathrm {d} S-P\,\mathrm {d} V\,}
pomoću Schwartzovog teorema dobivamo prvu Maxwellovu relaciju.
{\displaystyle \left({\frac {\partial T}{\partial V}}\right)_{S}=-\left({\frac {\partial P}{\partial S}}\right)_{V}}
Odaberemo li drugi potencijal, entalpiju,
{\displaystyle \mathrm {d} H=T\,\mathrm {d} S+V\,\mathrm {d} P\,}
dobivamo drugu Maxwellovu relaciju, na isti način.
{\displaystyle \left({\frac {\partial T}{\partial P}}\right)_{S}=\left({\frac {\partial V}{\partial S}}\right)_{P}}
Sve četri relacije prikazane su u sljedećoj tablici:
| {\displaystyle +\left({\frac {\partial T}{\partial V}}\right)_{S}=-\left({\frac {\partial P}{\partial S}}\right)_{V}={\frac {\partial ^{2}U}{\partial S\partial V}}}  |
| {\displaystyle +\left({\frac {\partial T}{\partial P}}\right)_{S}=+\left({\frac {\partial V}{\partial S}}\right)_{P}={\frac {\partial ^{2}H}{\partial S\partial P}}}  |
| {\displaystyle +\left({\frac {\partial S}{\partial V}}\right)_{T}=+\left({\frac {\partial P}{\partial T}}\right)_{V}=-{\frac {\partial ^{2}F}{\partial T\partial V}}} |
| {\displaystyle -\left({\frac {\partial S}{\partial P}}\right)_{T}=+\left({\frac {\partial V}{\partial T}}\right)_{P}={\frac {\partial ^{2}G}{\partial T\partial P}}}  |

Ovdje je {\displaystyle T} temperatura, {\displaystyle P} tlak, {\displaystyle V} volumen i {\displaystyle S} entropija.
Ako su poznate samo dvije relacije, preostale se dobivaju sljedećom manipulacijom:
\left({\frac {\partial y}{\partial x}}\right)_{z}=1\left/\left({\frac {\partial x}{\partial y}}\right)_{z}\right.

## Joule-Thomsonov koeficijent
Joule-Thomsonov (Kelvinov) učinak, je promjena temperature plina pri ireverzibilnoj adijabatskoj ekspanziji s visokoga tlaka na niski tlak.
Kako bi odredili predznak promjene temperature prilikom prigušivanja koristi se Joule–Thomson (Kelvin) koeficijent.
{\displaystyle \mu _{\mathrm {JT} }=\left({\partial T \over \partial P}\right)_{H}={\frac {V}{C_{\mathrm {p} }}}(\alpha T-1)\,}[što je alfa?]
Prilikom izvođenja formule za taj koeficijent koristi se sljedeća Maxwellova relacija
{\displaystyle \left({\frac {\partial S}{\partial P}}\right)_{T}=-\left({\frac {\partial V}{\partial T}}\right)_{P}}

## Povezanost s kanonskim jednadžbama dinamike
Maxwellove relacije jako su matematički slične Hamiltonovim jednadžbama dinamike.
Hamiltonove jednadžbe dinamike su sljedeće.
{\displaystyle {\frac {\mathrm {d} {\boldsymbol {q}}}{\mathrm {d} t}}={\frac {\partial {\mathcal {H}}}{\partial {\boldsymbol {p}}}},\quad {\frac {\mathrm {d} {\boldsymbol {p}}}{\mathrm {d} t}}=-{\frac {\partial {\mathcal {H}}}{\partial {\boldsymbol {q}}}}.}
Dvije već ranije navedene Maxwellove relacije su.
{\displaystyle {\frac {\mathrm {\partial } {S}}{\partial {V}}}={\frac {\partial P}{\partial T}},\quad {\frac {\partial {T}}{\partial {V}}}=-{\frac {\partial P}{\partial S}}.}
I jedne i druge jednadžbe opisuju kako će se odvijati procesi u mehaničkim, odnosno termodinamičkim sustavima.